# Rete 4
A Rete 4 olasz kereskedelmi televízió, amely a Mediaset tulajdonában van. Műsora főként filmekből, sorozatokból és magazinokból áll. Olaszországban analóg és digitális földi sugárzású rendszerben egyaránt elérhető. Digitális formában a Hot Bird műholdról – néhány műsort kivéve – Magyarországon is kódoltan vehető.

## Külső hivatkozások
- Hivatalos honlap Archiválva 2006. november 15-i dátummal a Wayback Machine-ben